# Grand Prix-wegrace van Japan 1963
De Grand Prix-wegrace van Japan 1963 was de twaalfde en laatste race van het wereldkampioenschap wegrace-seizoen 1963. De races werden verreden op 10 november op de Suzuka International Racing Course, 50 kilometer ten zuidwesten van Nagoya. Aan de start kwamen de 50cc-klasse, de 125cc-klasse en de 250cc-klasse. De wereldtitels in de 50cc-klasse en de 250cc-klasse werden hier beslist.

## Algemeen
Honda was als circuiteigenaar vooral gastheer van andere Japanse merken. Alleen Moto Morini was overgekomen omdat Tarquinio Provini nog kans had op de 250cc-wereldtitel. De Japanners presenteerden allemaal nieuwe motorfietsen voor het seizoen 1964: Honda haar 50cc-tweecilinder RC 113 en haar 125cc-viercilinder RC 146, Yamaha kwam met haar 125cc-eencilinder RA 75 en met de vernieuwde 250cc-RD 56, waarvan de boring/slagverhouding van 54 x 54 mm naar 56 x 50,7 mm was gebracht. Suzuki verscheen met de wategekoelde 250cc-viercilinder RZ 63 voor een eenmalig optreden, want deze machine zou begin 1964 al vervangen worden door de RZ 64. Het optreden van de Honda RC 146 en de Yamaha RD 56 was een voorbode voor het succes in 1964.

## 350cc-klasse
Er werd wel degelijk een 350cc-race verreden in Japan, maar buiten Honda waren er geen deelnemers: de Europese merken (feitelijk alleen MV Agusta) waren thuis gebleven omdat er niets meer te winnen was. Honda kon echter ook niet het minimale aantal van zes rijders aan de start brengen. Er was slechts één viercilinder RC 171 en Isao Yamashita en Luigi Taveri moesten zich behelpen met de tweecilinder CR 77-productieracer. Ze reden de volle 25 ronden, maar het resultaat telde niet voor het wereldkampioenschap.
| Pos | Coureur        | Merk  | Tijd | Pnt |
| --- | -------------- | ----- | ---- | --- |
| 1   | Jim Redman     | Honda |      | 0   |
| 2   | Isao Yamashita | Honda |      | 0   |
| 3   | Luigi Taveri   | Honda |      | 0   |

| Coureur              | Merk        | Oorzaak     |
| -------------------- | ----------- | ----------- |
| Jack Ahearn          | Norton      | Privérijder |
| Mike Duff            | AJS         | Privérijder |
| František Šťastný    | Jawa        | Teambeleid  |
| Gustav Havel         | Jawa        | Teambeleid  |
| Pavel Slavíček       | Jawa        | Teambeleid  |
| Veikko Sulasaari     | Norton      | Privérijder |
| Alan Shepherd        | AJS / MZ    | Privérijder |
| Dan Shorey           | AJS         | Privérijder |
| Fred Stevens         | Norton      | Privérijder |
| John Hartle          | Duke-Gilera | Teambeleid  |
| Len Ireland          | Norton      | Privérijder |
| Mike Hailwood        | MV Agusta   | Teambeleid  |
| Phil Read            | Duke-Gilera | Teambeleid  |
| Syd Mizen            | AJS         | Privérijder |
| Tommy Robb           | Honda       | Teambeleid  |
| Gilberto Milani      | Aermacchi   | Teambeleid  |
| Remo Venturi         | Bianchi     | Teambeleid  |
| Sven-Olof Gunnarsson | Norton      | Privérijder |
| Nikolaj Sevast'ânov  | CKEB        | Teambeleid  |

### Top tien eindstand 350cc-klasse
| Pos | Coureur             | Merk        | Pnt     |
| --- | ------------------- | ----------- | ------- |
| 1   | Jim Redman          | Honda       | 32 (50) |
| 2   | Mike Hailwood       | MV Agusta   | 28      |
| 3   | Luigi Taveri        | Honda       | 16      |
| 4   | František Šťastný   | Jawa        | 7       |
| 5   | Gustav Havel        | Jawa        | 7       |
| 6   | Remo Venturi        | Bianchi     | 6       |
| 6   | John Hartle         | Duke-Gilera | 6       |
| 6   | Alan Shepherd       | AJS / MZ    | 6       |
| 9   | Nikolaj Sevast'ânov | CKEB        | 5       |
| 10  | Mike Duff           | AJS         | 5       |

Punten tussen haakjes zijn inclusief streepresultaten.

## 250cc-klasse
Het optreden van Tarquinio Provini in Japan was teleurstellend: hij stond in het WK gelijk met Jim Redman, maar werd slechts vierde. Dat kwam ook door het onverwacht sterke optreden van Yamaha: Fumio Ito finishte na een uur racen slechts 0,1 seconde achter Redman. Phil Read, wiens seizoen bij Scuderia Duke voorbij was, ging in op de uitnodiging van Yamaha om de RD 56 te rijden en werd er derde mee. Het debuut van de Suzuki RZ 63 viel in het water: Hugh Anderson werd tiende, maar Ernst Degner kwam ten val en Frank Perris stopte bij Degner om te helpen, want de machine had vlam gevat.
| Pos | Coureur           | Merk   | Tijd      | Pnt |
| --- | ----------------- | ------ | --------- | --- |
| 1   | Jim Redman        | Honda  | 1:01"34'3 | 8   |
| 2   | Fumio Ito         | Yamaha | +0'1      | 6   |
| 3   | Phil Read         | Yamaha | +17'9     | 4   |
| 4   | Tarquinio Provini | Morini | +1"05'5   | 3   |
| 5   | Luigi Taveri      | Honda  | +1"37'4   | 2   |
| 6   | Isamu Kasuya      | Honda  |           | 1   |
| 10  | Hugh Anderson     | Suzuki |           |     |

| Coureur      | Merk   | Oorzaak |
| ------------ | ------ | ------- |
| Frank Perris | Suzuki |         |
| Ernst Degner | Suzuki |         |

| Coureur          | Merk              | Oorzaak     |
| ---------------- | ----------------- | ----------- |
| Ivan Schumann    | NSU               | [ 1 ]       |
| Raúl Kissling    | NSU               | [ 1 ]       |
| Jack Findlay     | Mondial / DMW     | Privérijder |
| Stanislav Malina | CZ                | Teambeleid  |
| Alan Shepherd    | MZ                | Teambeleid  |
| Bill Smith       | Honda             | Privérijder |
| Chris Anderson   | Aermacchi         | Teambeleid  |
| John Kidson      | Cotton-Moto Guzzi | Privérijder |
| Mike Hailwood    | MZ                | Teambeleid  |
| László Szabó     | MZ                | Teambeleid  |
| Gilberto Milani  | Aermacchi         | Teambeleid  |
| Silvio Grassetti | Benelli           | Teambeleid  |
| Umberto Masetti  | Morini            | [ 1 ]       |
| Cas Swart        | Honda             | Privérijder |
| Carlos Marfetan  | Parilla           | [ 1 ]       |

| Coureur             | Merk   |
| ------------------- | ------ |
| Tommy Robb          | Honda  |
| Hiroshi Hasegawa    | Yamaha |
| Kunimitsu Takahashi | Honda  |
| Yoshikazu Sunako    | Yamaha |

### Top tien eindstand 250cc-klasse
| Pos | Coureur             | Merk   | Pnt     |
| --- | ------------------- | ------ | ------- |
| 1   | Jim Redman          | Honda  | 44 (58) |
| 2   | Tarquinio Provini   | Morini | 42 (49) |
| 3   | Fumio Ito           | Yamaha | 26      |
| 4   | Tommy Robb          | Honda  | 20 (21) |
| 5   | Luigi Taveri        | Honda  | 13      |
| 6   | Alan Shepherd       | MZ     | 11      |
| 7   | Yoshikazu Sunako    | Yamaha | 9       |
| 8   | Mike Hailwood       | MZ     | 8       |
| 9   | Kunimitsu Takahashi | Honda  | 7       |
| 10  | Bill Smith          | Honda  | 4       |
| 10  | Umberto Masetti     | Morini | 4       |
| 10  | Phil Read           | Yamaha | 4       |

## 125cc-klasse
Suzuki had de laatste races in de 125cc-klasse overgeslagen, waardoor Honda punten kon scoren. Nu, met de nieuwe Honda RC 146, finishte Jim Redman slechts vier seconden achter winnaar Frank Perris. Ernst Degner werd derde en de nieuwe wereldkampioen Hugh Anderson slechts vijfde, achter Tommy Robb met de tweede Honda.
| Pos | Coureur          | Merk   | Tijd    | Pnt |
| --- | ---------------- | ------ | ------- | --- |
| 1   | Frank Perris     | Suzuki | 53"11'9 | 8   |
| 2   | Jim Redman       | Honda  | +4'0    | 6   |
| 3   | Ernst Degner     | Suzuki | +12'9   | 4   |
| 4   | Tommy Robb       | Honda  | +13'6   | 3   |
| 5   | Hugh Anderson    | Suzuki | +55'5   | 2   |
| 6   | Mitsuo Itoh      | Suzuki | +1"32'8 | 1   |
| 7   | Yoshikazu Sunako | Yamaha |         |     |

| Coureur              | Merk         | Oorzaak     |
| -------------------- | ------------ | ----------- |
| Alberto Gómez        | Zanella      | [ 1 ]       |
| Aldo Caldarella      | Bultaco      | [ 1 ]       |
| Héctor Pochettino    | Bultaco      | [ 1 ]       |
| Horacio Maffia       | Ducati       | [ 1 ]       |
| Juan Carlos Salatino | Zanella      | [ 1 ]       |
| Mike Duff            | Bultaco / MZ | Privérijder |
| Stanislav Malina     | CZ           | Teambeleid  |
| Werner Musiol        | MZ           | Teambeleid  |
| Francisco González   | Bultaco      | Teambeleid  |
| Jean-Pierre Beltoise | Bultaco      | Privérijder |
| Alan Shepherd        | MZ           | Teambeleid  |
| Gary Dickinson       | Honda        | Privérijder |
| Peter Inchley        | EMC          | Privérijder |
| John Grace           | Bultaco      | Privérijder |
| László Szabó         | MZ           | Teambeleid  |
| Giuseppe Visenzi     | Honda        | Privérijder |

| Coureur             | Merk   |
| ------------------- | ------ |
| Bert Schneider      | Suzuki |
| Luigi Taveri        | Honda  |
| Kunimitsu Takahashi | Honda  |

### Top tien eindstand 125cc-klasse
| Pos | Coureur             | Merk   | Pnt     |
| --- | ------------------- | ------ | ------- |
| 1   | Hugh Anderson       | Suzuki | 54 (62) |
| 2   | Luigi Taveri        | Honda  | 38 (47) |
| 3   | Jim Redman          | Honda  | 35      |
| 4   | Frank Perris        | Suzuki | 24      |
| 5   | Bert Schneider      | Suzuki | 23      |
| 6   | Ernst Degner        | Suzuki | 17      |
| 7   | Kunimitsu Takahashi | Honda  | 14      |
| 8   | Alan Shepherd       | MZ     | 11      |
| 9   | Tommy Robb          | Honda  | 11      |
| 10  | László Szabó        | MZ     | 7       |

## 50cc-klasse
Uiteindelijk bleek de 50cc-race slechts een formaliteit, want Hans Georg Anscheidt, die Hugh Anderson nog bedreigde in het wereldkampioenschap, was niet hersteld van zijn blessure, opgelopen tijdens de training van de Argentijnse Grand Prix. Daardoor was Anderson al voor de start zeker van zijn wereldtitel. Toch was het niet alleen feest voor Suzuki, want Luigi Taveri was met de nieuwe Honda RC 113-tweecilinder ruim een halve minuut sneller. Shunkishi Masuda werd bij zijn eerste optreden derde. Dave Simmonds, die op privébasis al eerder met een 50cc-Tohatsu had gereden, kreeg nu een uitnodiging om naar Japan te komen, maar werd slechts tiende.
| Pos | Coureur          | Merk    | Tijd    | Pnt |
| --- | ---------------- | ------- | ------- | --- |
| 1   | Luigi Taveri     | Honda   | 41"34'7 | 8   |
| 2   | Hugh Anderson    | Suzuki  | +34'1   | 6   |
| 3   | Shunkishi Masuda | Suzuki  | +1"00'9 | 4   |
| 4   | Michio Ichino    | Suzuki  |         | 3   |
| 5   | Sadao Shimazaki  | Honda   |         | 2   |
| 6   | Mitsuo Itoh      | Suzuki  |         | 1   |
| 7   | Ernst Degner     | Suzuki  |         |     |
| 10  | Dave Simmonds    | Tohatsu |         |     |

| Coureur              | Merk     | Oorzaak     |
| -------------------- | -------- | ----------- |
| Karaber Samardjian   | Suzuki   | [ 1 ]       |
| Raúl Kissling        | Kreidler | [ 1 ]       |
| Hans Georg Anscheidt | Kreidler | Blessure    |
| César Gracia         | Ducson   | Privérijder |
| José Maria Busquets  | Derbi    | Teambeleid  |
| Matti Salonen        | Prykija  | Privérijder |
| Jean-Pierre Beltoise | Kreidler | Privérijder |
| Ian Plumridge        | Honda    | Privérijder |
| Alberto Pagani       | Kreidler | Teambeleid  |
| Gastón Biscia        | Suzuki   | [ 1 ]       |

| Coureur        | Merk   |
| -------------- | ------ |
| Isao Morishita | Suzuki |

### Top tien eindstand 50cc-klasse
| Pos | Coureur              | Merk     | Pnt     |
| --- | -------------------- | -------- | ------- |
| 1   | Hugh Anderson        | Suzuki   | 34 (47) |
| 2   | Hans Georg Anscheidt | Kreidler | 32 (36) |
| 3   | Ernst Degner         | Suzuki   | 30      |
| 4   | Isao Morishita       | Suzuki   | 23 (26) |
| 5   | Mitsuo Itoh          | Suzuki   | 20 (21) |
| 6   | Michio Ichino        | Suzuki   | 14      |
| 7   | Alberto Pagani       | Kreidler | 9       |
| 8   | Luigi Taveri         | Honda    | 8       |
| 9   | José Maria Busquets  | Derbi    | 7       |
| 10  | Shunkishi Masuda     | Suzuki   | 4       |

1962 · 1963 · 1964 · 1965 · 1966 · 1967 · 1987 · 1988 · 1989 · 1990 · 1991 · 1992 · 1993 · 1994 · 1995 · 1996 · 1997 · 1998 · 1999 · 2000 · 2001 · 2002 · 2003 · 2004 · 2005 · 2006 · 2007 · 2008 · 2009 · 2010 · 2011 · 2012 · 2013 · 2014 · 2015 · 2016 · 2017 · 2018 · 2019 · 2022 · 2023 · 2024 · 2025